# Osvaldo Koch Krefft
Osvaldo Koch Krefft (Santiago, 30 de diciembre de 1896 - ibíd, 15 de abril de 1963) fue un abogado y político chileno de ascendencia alemana, que se desempeñó como ministro de Estado en numerosas oportunidades durante los dos gobiernos del presidente Carlos Ibáñez del Campo, su suegro.

## Familia y estudios
Nació en Santiago de Chile el 30 de diciembre de 1896, hijo del comerciante Alberto Koch Bachmann y Frida Krefft Raddatz, ambos inmigrantes alemanes. Cursó los estudios secundarios en el Liceo de Aplicación de Santiago y posteriormente los estudios superiores en la Universidad de Chile. En 1914, durante su tiempo de estudiante, se enroló en la Burschenschaft Araucania de Santiago.
Se casó con Rosa Ibáñez Quiroz, hija 
de Rosa Quirós y Ávila y del militar Carlos Ibáñez del Campo, quien fuera ministro de Estado, senador y presidente de la República en dos oportunidades (1927-1931 y 1952-1958). Con su cónyuge tuvo tres hijos; Carlos Osvaldo (técnico), Blanca Rosa (abogada) y María Ximena (arquitecta).

## Carrera política
Políticamente idependiente, en el marco del primer gobierno de su suegro, el 24 de febrero de 1928, fue nombrado como titular del Ministerio de Justicia, cargo que ocupó hasta el 4 de abril de 1930. En ese puesto fue donde logró la promulgación de la «Ley Siderúrgica» en que el Estado de Chile aportaba 48 millones de pesos y los accionistas de la Sociedad Siderúrgica de Valdivia, 12 millones de pesos. Además, le correspondió asumir como ministro subrogante; primeramente en el Ministerio de Educación Pública ente el 23 de abril y el 12 de mayo de 1928 (sirviendo por segunda vez entre el 21 de agosto y el 3 de septiembre); luego en el Ministerio de Interior entre el 4 de mayo y el 5 de junio del mismo año; y finalmente en el Ministerio de Hacienda entre el 19 de marzo y el 27 de julio de 1929.
Posteriormente, con ocasión del segundo gobierno de Ibáñez del Campo, el 1 de abril de 1953, asumió nuevamente nombrado como titular del Ministerio del Interior. Al día siguiente, asumió como ministro de Minas en calidad de subrogante, dejando el cargo doce días después. Entre los días 4 y 13 de julio de dicho año, además, tuvo que asumir como vicepresidente de la República, producto de una visita del presidente a Argentina, acompañado del ministro de Relaciones Exteriores. Por consiguiente, la cartera de Interior fue subrogada por el ministro de Defensa Nacional, coronel Abdón Parra Urzúa. Dejó la repartición el 1 de marzo de 1954, siendo sucedido por Santiago Wilson Hernández, y pasó a ejercer como ministro de Justicia, función que, también dejó, el 6 de enero de 1955 para asumir como ministro de Relaciones Exteriores, hasta el 30 de mayo del mismo año, retornando en esa fecha por tercera vez a la titularidad del Ministerio del Interior. Simultáneamente, el 26 de marzo de 1954, asumió como secretario general de Gobierno (en ese entonces, aún sin rango oficial de ministerio), dejando el cargo en 1955. Asimismo, otra vez le correspondió actuar como vicepresidente de la República: entre los días 3 y 10 de agosto de 1955, con motivo de una visita del presidente a La Paz, Bolivia, también acompañado por algunos ministros. En esa oportunidad, lo subrogó el también ministro de Defensa Nacional y coronel, Benjamín Videla Vergara. A pesar de que se presentara una acusación constitucional en su contra por parte de miembros de la Cámara de Diputados en septiembre de 1955, fungió la responsabilidad hasta el 30 de diciembre de dicho año.